# Варніца (Арад)
Варніца (рум. Varnița) — село у повіті Арад в Румунії. Входить до складу комуни Шиштаровец.
Село розташоване на відстані 379 км на північний захід від Бухареста, 41 км на південний схід від Арада, 53 км на північний схід від Тімішоари.

## Населення
За даними перепису населення 2002 року у селі проживали 6 осіб, усі — румуни. Усі жителі села рідною мовою назвали румунську.